# Heiner Behring
Heiner Behring (auch: Heinrich und Heinrich Wilhelm Behring; * 1957) ist ein deutscher Drehbuchautor, Filmregisseur, Filmproduzent und Hochschullehrer.

## Leben
Nach seinem Schulabschluss und einer Ausbildung zum Industriekaufmann bei der Kali Chemie in Hannover studierte Heiner Behring ebenfalls in der niedersächsischen Landeshauptstadt an der damaligen Universität die Fächer Germanistik, Geschichte und Philosophie.
Parallel zu seinen Studien wirkte Behring von 1986 bis 1989 als verantwortlicher Leiter des Videostudios der Musikschule Hannover. In dieser Zeit verfasste er auch seine Magisterarbeit zum Thema Kontinuitäten und Brüche zwischen NS-Film und deutschem Nachkriegsfilm, dargestellt an der Filmästhetik ausgewählter Beispiele. Von 1988 bis 1992 arbeitete er zudem als Redakteur der Filmzeitschrift filmwärts. realisierte aber auch beispielsweise Fernseh-Beiträge für den Sender Norddeutscher Rundfunk (NDR). Zudem schrieb er – ähnlich wie Peter Stettner – als Co-Autor der Begleitschrift der Ausstellung im Theater am Aegi unter dem Titel Lichtspielträume. Kino in Hannover 1896–1991. 1993 promovierte er über den deutschen Nachkriegsfilm unter dem Titel Kollektive Tagträume – Die Ästhetik des deutschen Nachkriegsfilms 1945–1949.
Von September 1993 bis Februar 1996 arbeitete Heiner Behring in Ludwigsburg als künstlerisch-wissenschaftlicher Assistent an der Filmakademie Baden-Württemberg.
Von März 1996 bis September 1998 agierte Behring als freiberuflicher Autor und Regisseur, produzierte Dokumentar-, Wirtschafts- und Kurzspielfilme.
Im Oktober 1998 wurde Behring zunächst zum Professor für Video- und Audioproduktion an die Fachhochschule Offenburg berufen und unterrichtet  Medienproduktion und Medientheorie an der Fakultät Medien und Informationswesen.
Heiner Behring lebt in Freiburg im Breisgau. Gemeinsam mit Götz Gruner organisierte er bereits mehrfach das jährlich stattfindende Filmfestival Shorts in Offenburg.

## Werke (Auswahl)

### Schriften
- Video in Musikschulen. Informationen zur Technik und zum praktischen Gebrauch des Mediums Video in Musikschulen, herausgegeben vom Verband Deutscher Musikschulen e.V. (VDM), Bonn: VDM, 1989, ISBN 978-3-925574-05-4 und ISBN 3-925574-05-0

### Filmografie
- Zwei Bier, zwei Korn, zwei Kaffee, Kurzspielfilm, 35 mm, 15 Minuten, 1993 (nominiert zum Deutschen Kurzfilmpreis 1993, FBW-Prädikat „besonders wertvoll“, Publikumspreis beim 4. Verdener Kurzfilmfestival)
- Waldfrieden, Kurzspielfilm, 35 mm, 15 Min., 1995 (FBW-Prädikat „wertvoll“)
- Videoclip. Das Freiburger Barockorchester spielt Vivaldis „Vier Jahreszeiten“ (1. Satz „Winter“), 4 Min., 1997, BMG München
- Der neue Golf, Fernsehmagazin, 30 Min., 1997, n-tv
- Holz, Steine, Eisen, Dokumentarfilm, 30 Min., 1997, SWF
- Die letzten Salzkocher, Dokumentarfilm, 30 Min., 1998, NDR
- Für Menschen und Leben. Der Neurochirurg Madjid Samii, Dokumentarfilm, 45 Min., 2000, NDR
- Doping im Weinkeller, Dokumentarfilm, 45 Min., 2003, NDR/B
- Zur Sonne, 2006, Kinofilm
- On the Drive (Regie, Drehbuch, Bauten, Produzent), Deutschland 2014, Kurz-Spielfilm
- Auszeit im Kloster – Balsam für die Seele, 2014